# 1916 у літературі

## Нагороди
- Нобелівську премію з літератури отримав шведський письменник Вернер фон Гейденстам.
- Ґонкурівську премію отримав Анрі Барбюс за твір «Вогонь».

## Народились
- 21 травня — Гарольд Роббінс, американський письменник (помер у 1997).
- 14 липня — Наталія Гінзбург, італійська письменниця, романіст, драматург (померла в 1991).
- 22 серпня — Анатолій Веніамінович Калінін, російський радянський прозаїк, поет, публіцист (помер у 2008).
- 28 серпня — Джек Венс, американський письменник-фантаст.
- 4 грудня (17 грудня) — Микола Захарович Шамота, український літературознавець, політик, критик партійного напряму.

## Померли
- 13 травня — Шолом-Алейхем, український єврейський письменник.
- 28 травня — Іван Франко, український письменник, поет, публіцист, перекладач, вчений, громадський і політичний діяч.
- 19 липня — Сидір Мидловський, український автор драматичних творів.
- 15 жовтня — Клавдія Іванівна Алексович, письменниця і громадська діячка.
- 9 грудня — Нацуме Сосекі, японський письменник (народився у 1867).

## Нові книжки
- Корнель Макушинський, «Дуже дивні казки» (Bardzo dziwne bajki (Bajka o królewnie Marysi, o czarnym łabędziu i o lodowej górze, Szewc Kopytko i kaczor Kwak, O tym jak krawiec Niteczka został królem, Dzielny Janek i jego pies)).
- Корній Чуковський склав збірник «Ялинка» і написав свою першу казку «Крокодил»[1].

## Нові твори
- Агата Крісті — роман «Загадкова подія в Стайлзі» (публікація в 1920 році).
- Борис Антоненко-Давидович — нарис «Моя поездка на Кавказ».
- Василь Стефаник — новела «Діточа пригода» (написана восени 1916 р., опублікована на початку 1917 р.).
- Василь Стефаник — новела «Марія», присвячена пам'яті Франка.
- Василь Щурат — поема «В суздальській тюрмі».
- Володимир Гнатюк — «Українські народні байки» (2 т) та «Національне відродження австро-угорських українців».
- Лавкрафт Говард Філіпс — оповідання «Алхімік».
- Леонід Андреєв — твір «Іго війни».
- Максим Горький — повість «В людях».
- Марк Твен — повість «Таємничий незнайомець».
- Олексій Размаров — твір «Мара. Пряник осиротілим дітям».